# Тітус Чижевський
Тітус Чижевський (пол. Tytus Czyżewski; 28 грудня 1880, Пшишова, Австро-Угорщина (нині Малопольське воєводство Польщі) — 5 травня 1945, Краків) — польський поет-футурист, драматург, художник, літературний і художній критик, яскрава фігура міжвоєнного авангарду, один із засновників групи формістів.

## Життєпис

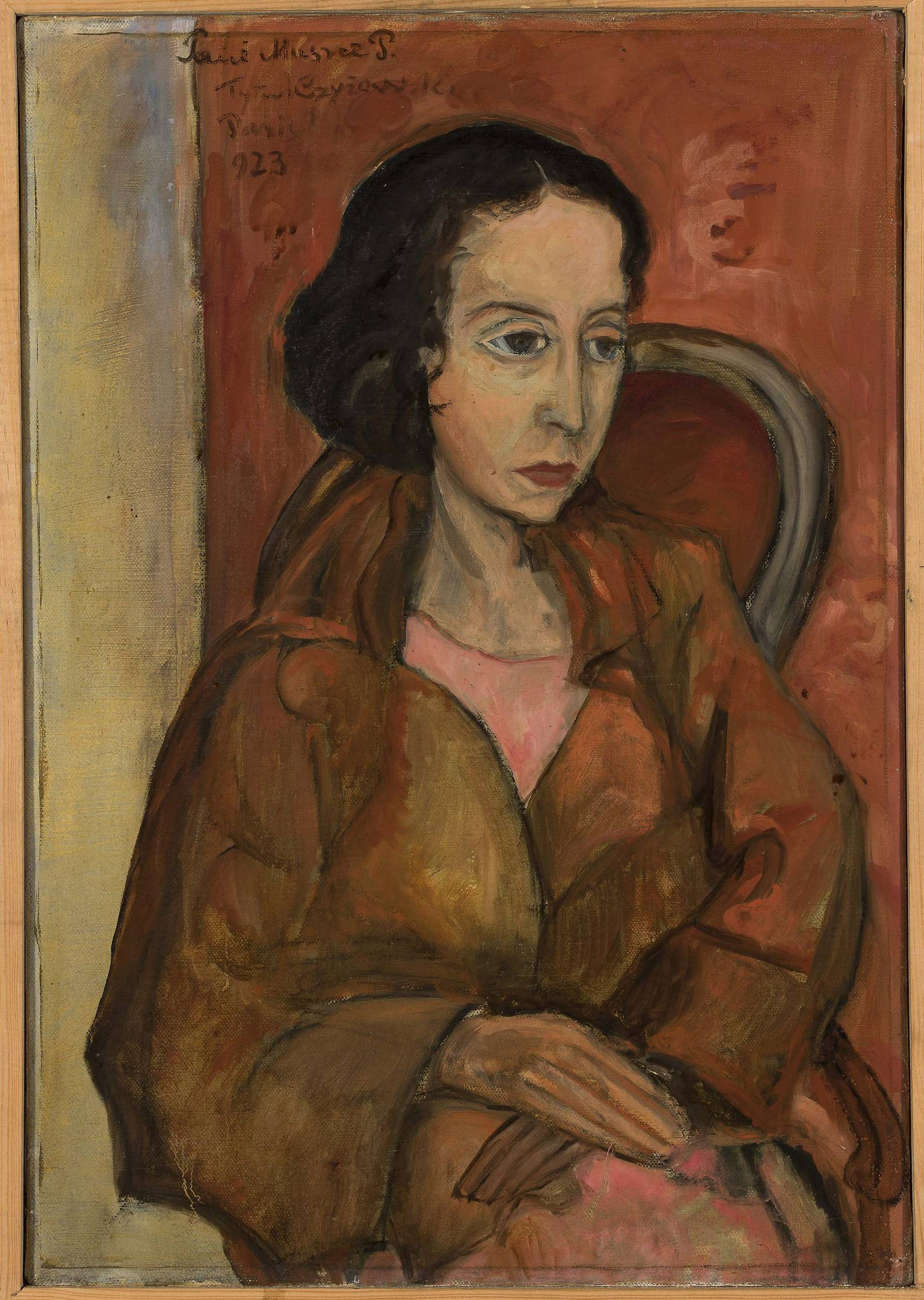
Тітус Чижевський. Портрет Марії Прохазки

В 1902—1907 роках навчався у Краківській академії мистецтв, під керівництвом Ю. Мегоффера та С. Виспянського.
У 1907—1909 і 1910—1912 роках продовжив вивчати живопис в Парижі. З 1911 року — учасник виставок в Салоні Незалежних.
У 1917 році — співзасновник краківської групи художників Експресіоністи Польщі, в яку крім нього входили Віткевич, Леон Хвістек та ін., у 1919 році вона була перетворена в групу формістів.
З 1917 року належав до групи Експресіоністи Польщі.
Тітус Чижевський був одним з організаторів клубів футуристів, публікував вірші в їх журналах. Доводив, що фольклор може чинити на поетів-авангардистів життєдайний вплив.
Пізніше — художник-примітивіст, колорист.
У 1922—1925 роках працював у посольстві Польщі в Парижі.

### Поезія
- 1920 — Zielone Oko. Poezje formistyczne. Elektryczne wizje
- 1922 — Noc — dzień. Mechaniczny instynkt elektryczny
- 1925 — Pastorałki
- 1927 — Robespierre. Rapsod. Cinema. Od romantyzmu do cynizmu
- 1936 — Lajkonik w chmurach

### Драматургія
- 1907 — Śmierć Fauna. Obrazek
- 1922 — Osioł i słońce w metamorfozie
- 1922 — Włamywacz z lepszego towarzystwa
- 1922 — Wąż, Orfeusz i Euridika

## Картини
Tytus Czyzewski hi-res stock photography and images - Alamy
Виставки:

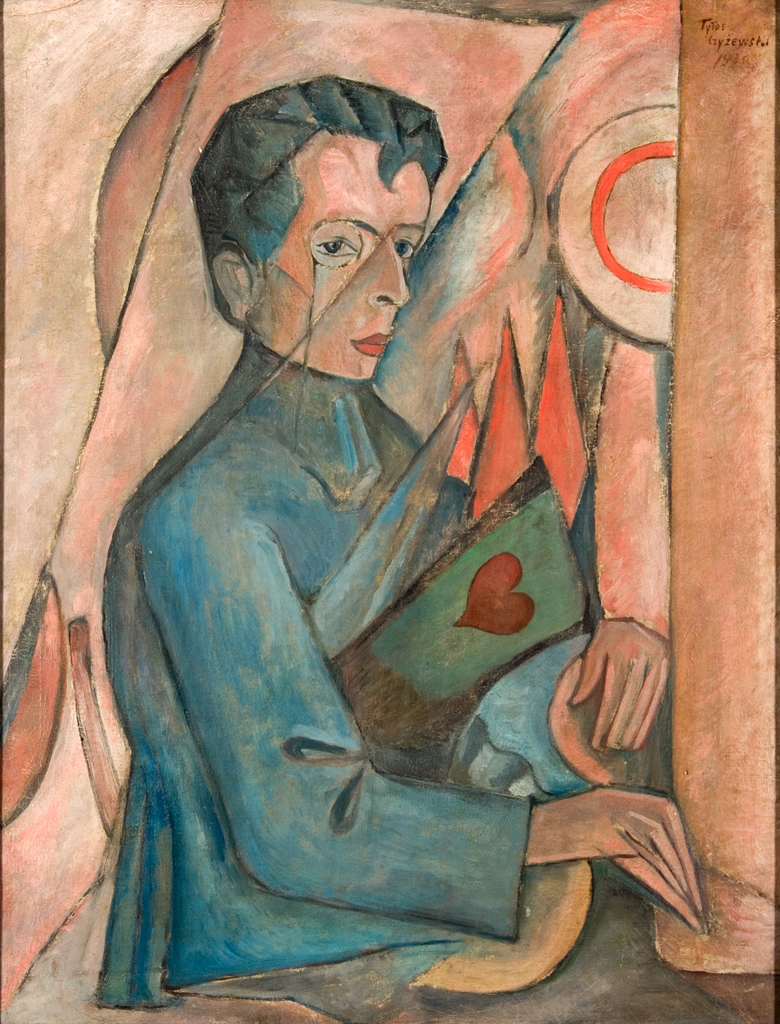
Портрет Бруно Ясенського, 1920. Художній музей у Лодзі

- 1923, Salon des Indépendants, Польща
- 1983, Центр Помпіду, Париж